# Daedalea imponens
Daedalea imponens är en svampart som beskrevs av Ces. 1879. Daedalea imponens ingår i släktet Daedalea och familjen Fomitopsidaceae.   Inga underarter finns listade i Catalogue of Life.